# Adelheid Duvanel

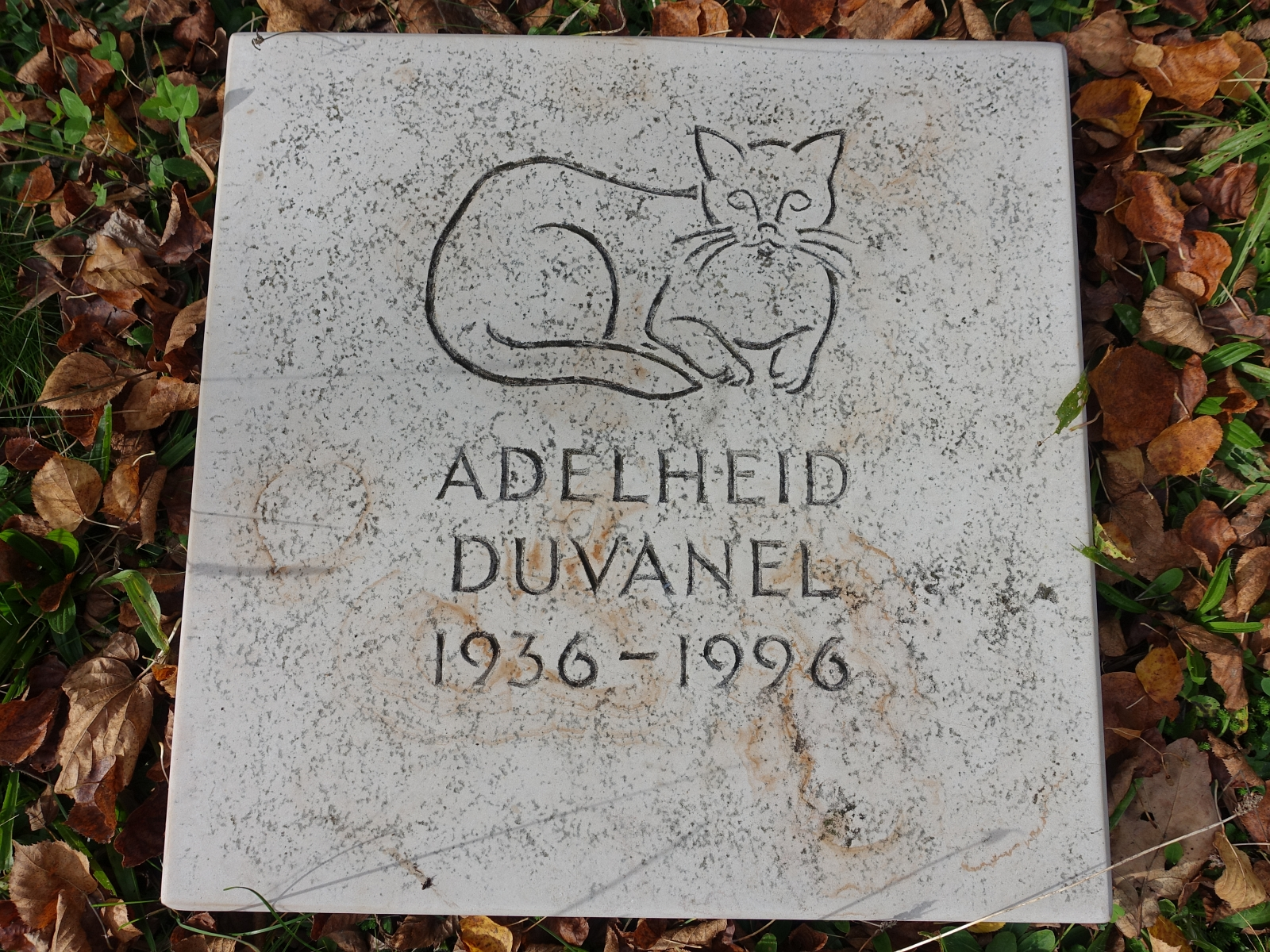
Płyta nagrobna

Adelheid Duvanel (ur. 23 kwietnia 1936 w Pratteln, zm. 10 lipca 1996 w Bazylei) – szwajcarska pisarka i malarka.

## Życiorys
Urodziła się 23 kwietnia 1936 r. w Pratteln koło Bazylei jako Adelheid Feigenwinter. Dorastała w religijnej rodzinie z klasy średniej jako jedno z czworga dzieci. Jej ojciec pracował w sądzie, a matka zajmowała się domem. Po śmierci brata Stefana, który zmarł na zapalenie płuc, zaczęła organizować seanse spirytystyczne. Już jako siedmiolatka pisała opowiadania, sztuki teatralne i słuchowiska radiowe dla rodziny, a także rysowała i malowała. Wbrew jej chęciom, ojciec wybrał dla niej katolicką szkołę z internatem, a nie szkołę artystyczną. Roczny pobyt w tej placówce spowodował, że przestała mówić. W ramach terapii poddawano ją elektrowstrząsom i terapii insulinowej. Ostatecznie głos odzyskała. Ukończyła bazylejską Szkołę Rzemiosł Artystycznych, uzyskując dyplom w dziedzinie malarstwa i grafiki. Uczyła się także projektowania wzorów na tkaninach.  
Przerwała karierę artystyczną, gdy wyszła za mąż za Josepha Edwarda Duvanela, który sam malował i nie chciał mieć konkurencji oraz prawdopodobnie bał się, że żona okaże się bardziej utalentowana od niego. Dodatkowo przed ślubem przyjęła katolicyzm i całkowicie podporządkowała się mężowi, który nakazał jej zarabiać na utrzymanie rodziny. W związku z tym pracowała jako pracownica biurowa. Z czasem mąż zaczął ją zdradzać, a ona bojąc się odejść przez lata żyła z mężem i jego kochanką pod jednym dachem, opiekując się nie tylko córką swoją i męża, ale także synem męża i kochanki. Gdy córce zaczęło grozić uzależnienie od narkotyków, wraz z nią przeprowadziła się do domu rodziców, gdzie brat zachęcił ją do pisania. Rozwiodła się w 1985 r., a wkrótce potem były mąż popełnił samobójstwo. Po rozwodzie z mężem borykała się z trudnościami finansowymi oraz opiekowała się córką narkomanką oraz wnuczką. 
Pisała tzw. miniaturowe prozy, publikując je początkowo w niedzielnym dodatku gazety Basler Nachrichten, a potem wydawała w książkowych zbiorach. Krytycy określali je jako ponure, sarkastyczne, a jednocześnie melancholijne. Uzależnienie córki od narkotyków pogłębiło depresję Duvanel i wiązało się z jej licznymi pobytami w klinikach psychiatrycznych. Porównywana do Roberta Walsera, o którym napisała kilkanaście artykułów. W 1984 r. dostała Nagrodę Literacką Kranichstein, w 1987 r. Nagrodę Literacką Miasta Bazylei, a rok później nagrodę za całokształt twórczości przyznawaną przez Szwajcarską Fundację Schillera. W 1995 r. wyróżnił ją Kanton Berno. W 2021 r. opublikowano kompletne wydanie jej 251 opowiadań. Mimo docenienia ze strony krytyków, jej proza nie była znana szerszemu gronu czytelników. Popularność zyskała po śmierci. Po rozwodzie wróciła do malowania. Jej prace obejmowały ekspresjonistyczne portrety oraz rysunki długopisem lub ołówkiem, przedstawiające sceny zbiorowe, zdeformowane postaci i relacje pomiędzy matkami i dziećmi. Jej prace znajdują się w zbiorach Museum im Lagerhaus w St. Gallen, Uniwersyteckiego Szpitala Psychiatrycznego w Bazylei oraz Szwajcarskiego Archiwum Literackiego w Bernie. 
Z Josephem Duvanelem miała córkę, również Adelheid. 
Zmarła 10 lipca 1996 r. koło Bazylei z powodu hipotermii, gdyż jej ciało zostało znalezione w lesie. We krwi Duvanel znaleziono środki nasenne i inne leki, stąd jako prawdopodobną przyczynę śmierci wskazano samobójstwo.